# Faribault megye
Faribault megye az Amerikai Egyesült Államokban, azon belül Minnesota államban található. Megyeszékhelye és legnagyobb városa Blue Earth. Lakosainak száma 13 921 fő (2020. április 1.).

## Szomszédos megyék
- Blue Earth megye (észak)
- Waseca megye (északkelet)
- Freeborn megye (kelet)
- Winnebago megye (délkelet)
- Kossuth megye (délnyugat)
- Martin megye (nyugat)

## Népesség
A megye népességének változása:
| Lakosok száma | 14 503 | 14 544 | 14 260 | 14 191 | 14 050 | 13 921 |
|               | 2010   | 2011   | 2012   | 2013   | 2015   | 2020   |